# Silba budongo
Silba budongo är en tvåvingeart som beskrevs av Macgowan 2005. Silba budongo ingår i släktet Silba och familjen stjärtflugor.
Artens utbredningsområde är Uganda. Inga underarter finns listade i Catalogue of Life.